# Barbatula eregliensis
Barbatula eregliensis là một loài cá vây tia thuộc họ Balitoridae. Loài này chỉ có ở Thổ Nhĩ Kỳ. Môi trường sống tự nhiên của chúng là đầm lầy và hồ nước ngọt. Chúng hiện đang bị đe dọa vì mất môi trường sống.